# Ребіков Володимир Іванович
Володимир Іванович Ребіков (31 травня 1866, Красноярськ, Російська імперія — 4 серпня 1920, Ялта, РРФСР) — російський композитор, піаніст.

## Біографія
Народився 19 (31 травня) 1866 року в Красноярську в дворянській родині, близькій до мистецтва (його мати і сестри були піаністками; рідний брат — Василь Іванович став згодом інженером-електриком, а потім — творцем першої російської грамофонної фірми). Батько був гірським інженером. В 1868 році він купив будинок в Москві на Пречистенці і переїхав туди з родиною.
Музикою Володимир спочатку займався з матір'ю. З 1878 року навчався в Комерційному училищі на Остоженці, з 1880 року — в реальному училищі Воскресенського, де продовжував заняття музикою. У 1885 році поступав в Московську консерваторію, проте не був прийнятий, представивши екзаменаційній комісії (на чолі з С. І. Танєєвим) «модерністські дисонансні твори». Зате закінчив філфак Московського університету. Музикою продовжував займатися під керівництвом Миколи Кленовського, а потім в Берліні та Відні у К. Мейєрбера (теорія), О. Яша (інструментування), Т. Мюллера (фортепіано).
У 1893–1901 роках викладав у музичних закладах Москви, Києва, Одеси, Кишинева. Наступні вісім років гастролював у Відні, Берліні, Празі, Любляні, Лейпцигу, Флоренції, Парижі, у багатьох російських провінційних містах. Восени 1909 року повернувся до Росії. Після недовгого перебування у Феодосії повернувся до Москви, а з 1910 року поселився в Ялті, спочатку на дачі Андрєєвої, на Набережній, потім у будинку Гофшнейдера.

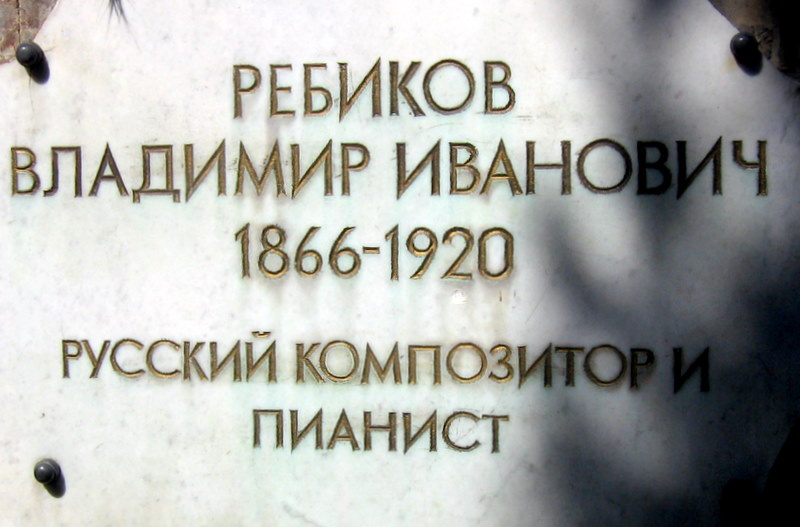
Дошка на Полікурівському меморіалі

Помер 4 серпня 1920 року. Був похований на Аутському кладовищі Ялти. На Полікурівському меморіалі в Ялті в 1982 році йому встановлена пам'ятна дошка.

## Творчість
- Опери:
  - «В грозу» (за повістю «Ліс шумить» Короленка, 1893);
  - «Княжна Мері» (за повістю «Герой нашого часу» Лермонтова, не закінчена);
  - «Ялинка» (за казкою «Дівчинка з сірниками» Андерсена та оповіданням «Хлопчик біля Христа на ялинці» Достоєвського, 1900);
  - «Теа» (на текст однойменної поеми А. Воротнікова, 1904);
  - «Безодня» (по однойменній розповіді Л. М. Андреєва, 1907);
  - «Жінка з кинджалом» (по однойменній новелі А. Шніцлера, 1910);
  - «Альфа і Омега» (1911);
  - «Нарцис» (по «Метаморфозам» Овідія, 1912);
  - «Арахне» (по «Метаморфозам» Овідія, 1915);
  - «Дворянське гніздо» (по однойменному роману І. С. Тургенєва, 1916);
- дитяча феєрія «Принц Красунчик і принцеса Чудна Чарівність» (1900-ті);
- балет — «Білосніжка» (за казкою «Снігова королева» Андерсена);
- п'єси для фортепіано, хори; романси, пісні для дітей (на слова російських поетів) та інше.